# Natalja Nesterova
Natalja Igorevna Nesterova (Russisch: Наталья Игоревна Нестерова) (Moskou, 1944) is een kunstschilder. Ze was een van de bekendste kunstenaars uit de jaren ’70 in Rusland. 
Tussen 1955 en 1962 studeerde Nesterova aan de lagere kunstacademie in Moskou. Daarna studeerde ze tot 1968 bij Zjilinski aan het Soerikovinstituut. Ze nam actief deel aan de artistieke bewegingen in Moskou. Samen met Nazarenko en Zjilinski werd ze een van de leidende leden van de linkervleugel van de Unie van kunstenaars. Haar schilderijen zijn gebaseerd op folklore, Bijbels symbolisme en elementen die geïnspireerd zijn op de middeleeuwse beeldtaal. Een centraal thema in haar werk is eenzaamheid; dit zou wijzen op het gebrek aan normale communicatie in de Sovjet-maatschappij en de absurde verhouding tussen de mensen en de wereld van objecten die hen omringt. Haar composities doen denken aan korte verhalen of fabels. 
Het werk van Nesterova is tegenwoordig te vinden in de meeste grote musea in de Verenigde Staten en Europa. Ze woont afwisselend in Moskou en in New York.
- Bibliothèque nationale de France: cb134908699 (data)
- Gemeinsame Normdatei: 123644372
- International Standard Name Identifier: 0000 0000 7867 4102
- Library of Congress Control Number: n90655383
- Nationale Bibliotheek van Polen: a0000003299828
- Russische Staatsbibliotheek: 000152001
- Système universitaire de documentation: 145350177
- Union List of Artist Names: 500120789
- Virtual International Authority File: 13222108
- WorldCat: E39PBJht3RFgrv64G49rV4XyBP